# Табарсук
Табарсук  (бур. Тэбэрхэ) -  село в Аларском районе Усть-Ордынского Бурятского округа Иркутской области. Административный центр муниципального образования «Табарсук».

## География
Расположено в 17 км к северо-востоку от районного центра — посёлка Кутулик.
В районе села находится крупный пруд.
Состоит из 8 улиц:
- 40 лет Победы
- Животноводов
- Лесная
- Молодёжная
- Сухая
- Чумакова
- Школьная
- Юбилейная

## Происхождение названия
По словам Матвея Мельхеева название Табарсук может происходить от бурятского тэбэрхэ — «обнимать» и обозначающего место действия суффикса сэ, со. Также им рассматривается другая вероятная версия происхождения данного названия: от бурятского тугэсэг — «пень». Ранее в районе населённого пункта произрастал лес, который позже вырубили, в результате чего остались пни.
Станислав Гурулёв производит этот топоним от якутского табаар — «товар» и суг — «река», т.е. Табарсуг — «товарная река», «река, по которой перевозят товар».

## Экономика
В 2005 году в селе появился молокоприёмный пункт.

## Население
| 2002 | 2010 | 2011 | 2012 |
| ---- | ---- | ---- | ---- |
| 656  | ↘557 | ↘555 | ↘542 |